# Лафборо (футбольный клуб)
Атлетический и футбольный клуб «Лафборо» (англ. Loughborough Athletic and Football Club) — английский футбольный клуб из одноимённого города в графстве Лестершир, выступавший в Футбольной лиге Англии  в конце XIX века.

## История
Клуб был основан в 1886 году как футбольная команда после слияния команд «Виктория» и «Атлетик» из города Лафборо. В качестве домашнего стадиона использовался крикетный стадион клуба «Атлетик», который назывался «Бромхед» или «Хаббард». В ноябре 1887 года «Лафборо» слился с местным легкоатлетическим клубом, поэтому стал официально называться «Атлетическим и футбольным клубом “Лафборо”».
В 1891 году клуб вступил в Лигу Мидленда. После победы в этом турнире в сезоне 1894/95 «Лафборо» был приглашён во Второй дивизион Футбольной лиги.
Команда не очень удачно выступала во Втором дивизионе, ни разу не финишировав выше 12-го места (из 16-ти). В сезоне 1899/1900 клуб финишировал на последнем месте, пропустив 100 мячей в 34 матчах, выиграв только 1 матч и набрав 8 очков из 68 возможных, что является одним из худших результатов в истории Футбольной лиги  — только «Донкастер Роверс» набрал так же мало очков в сезоне 1904/05 (однако у них был лучший показатель среднего количества голов за матч). Также в том сезоне клуб потерпел самое крупное поражение в своей истории, проиграв лондонскому клубу «Вулидж Арсенал» со счётом 12:0. Из-за финансовых сложностей в той команде было только четверо профессиональных футболистов, семеро были любителями, а затраты на поездку команды в Лондон оплатил «Арсенал».
После завершения сезона 1899/1900 клуб не был переизбран в Футбольную лигу, после чего подал заявку на участие в Лигу Мидленда. Однако на первые матчи лиги, которые прошли 9 июня 1900 года, футболисты «Лафборо» не явились. 29 июня того же года было проведено собрание, по итогам которого было решено, что клуб прекращает своё существование.

### История выступлений в лиге
| Сезон                                    | Уровень | Лига                            | Позиция                                                 | Кубок Англии                    |
| ---------------------------------------- | ------- | ------------------------------- | ------------------------------------------------------- | ------------------------------- |
| 1890/91                                  |         |                                 |                                                         | 4-й квалиф. раунд               |
| 1891/92                                  | 3       | Лига Мидленда                   | 8-е (из 11)                                             |                                 |
| 1892/93                                  | 3       | Лига Мидленда                   | 3-е (из 13)                                             | 1-й раунд                       |
| 1893/94                                  | 3       | Лига Мидленда                   | 3-е (из 11)                                             | 4-й квалиф. раунд               |
| 1894/95                                  | 3       | Лига Мидленда                   | 1-е (из 14) (клуб приглашён в Футбольную лигу)          | 4-й квалиф. раунд (переигровка) |
| 1895/96                                  | 2       | Второй дивизион Футбольной лиги | 12-е (из 16)                                            | 3 квалиф. раунд                 |
| 1896/97                                  | 2       | Второй дивизион Футбольной лиги | 13-е (из 16)                                            |                                 |
| 1896/97                                  | –       | Объединённая лига               | 4-е (из 8)                                              |                                 |
| 1897/98                                  | 2       | Второй дивизион Футбольной лиги | 16-е (из 16)                                            |                                 |
| 1897/98                                  | –       | Объединённая лига               | 9-е (из 9)                                              |                                 |
| 1898/99                                  | 2       | Второй дивизион Футбольной лиги | 17-е (из 18)                                            |                                 |
| 1899/1900                                | 2       | Второй дивизион Футбольной лиги | 18-е (из 18) (клуб не был переизбран в Футбольную лигу) |                                 |
| Источник: Football Club History Database |         |                                 |                                                         |                                 |

## Клубы-наследники
Несколько клубов впоследствии представляли Лафборо в различных футбольных турнирах:
- «Лафборо Коринтианс», основан приблизительно 1903 году и стал основателем  Лиги Лестершира, которую клуб дважды выигрывал до Первой мировой войны. В 1925 году клуб вступил в Лигу Мидленда. Был расформирован в 1933 году.
- «Лафборо Юнайтед» был основан приблизительно в 1960 году, в 1961 году был избран в Лигу Мидленда. В 1963 году команда стала чемпионом Лиги Мидленда, также дважды добиралась до первого раунда Кубка Англии. В 1973 году команда покинула лигу, во второй раз подряд завершив сезон на последнем месте.
- Второй клуб с тем же названием, «Лафборо», был основан в 1988 году, когда клуб «Лафборо Джи Оу Эл» (Loughborough J.O.L.) (ранее известный как «Торп Эйкр Халлам») изменил своё название на «Лафборо». Клуб выступал в Футбольной лиге Центрального Мидленда и был расформирован в 1990 году.
- Третий клуб с названием «Лафборо» появился в 2001 году после того, как «Лафборо Атлетик» убрал из своего названия слово «Атлетик». Клуб входил в Футбольную комбинацию Мидленда, но летом 2006 года вышел из этой лиги, вступив в Футбольную лигу Северного Лестершира, которая является 13-м уровнем в системе футбольных лиг Англии.
- Клуб «Лафборо Дайнэмо» был основан в 1955 году. В настоящее время выступает в Северной Премьер-лиге.